# Biamax
Biamax (ausgesprochen: Viamax) war ein griechischer Nutzfahrzeughersteller mit Werken in Athen, Thessaloniki und Larissa, er beschäftigte zeitweise 2000 Angestellte. Neben Eigenentwicklungen wurden auch Mercedes-Benz-Busse in Lizenz gefertigt.

## Geschichte

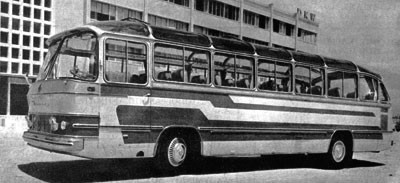
Die R-Serie (hier der R 514)

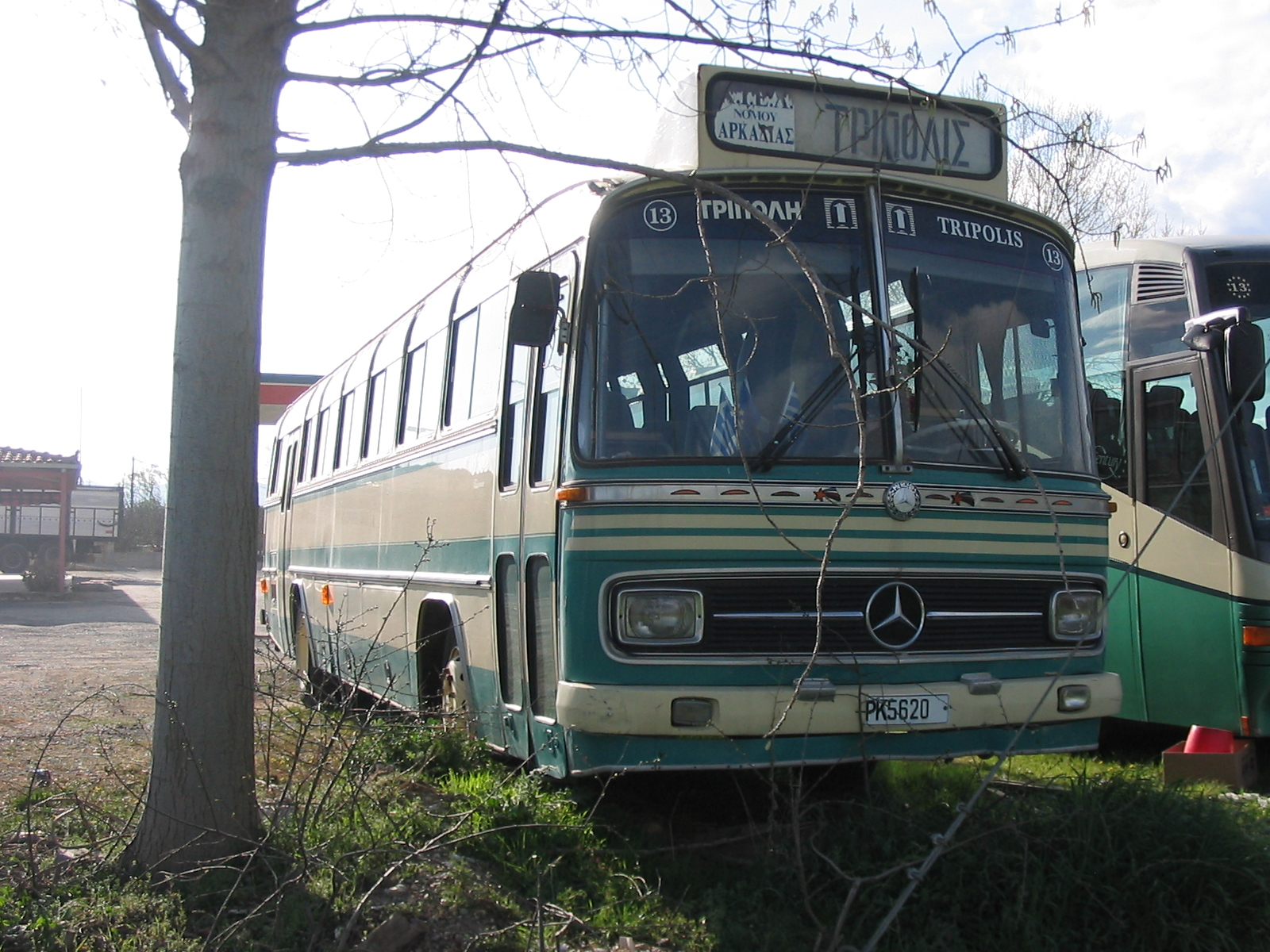
Mercedes-Benz O 302 Biamax in den Farben der KTEL

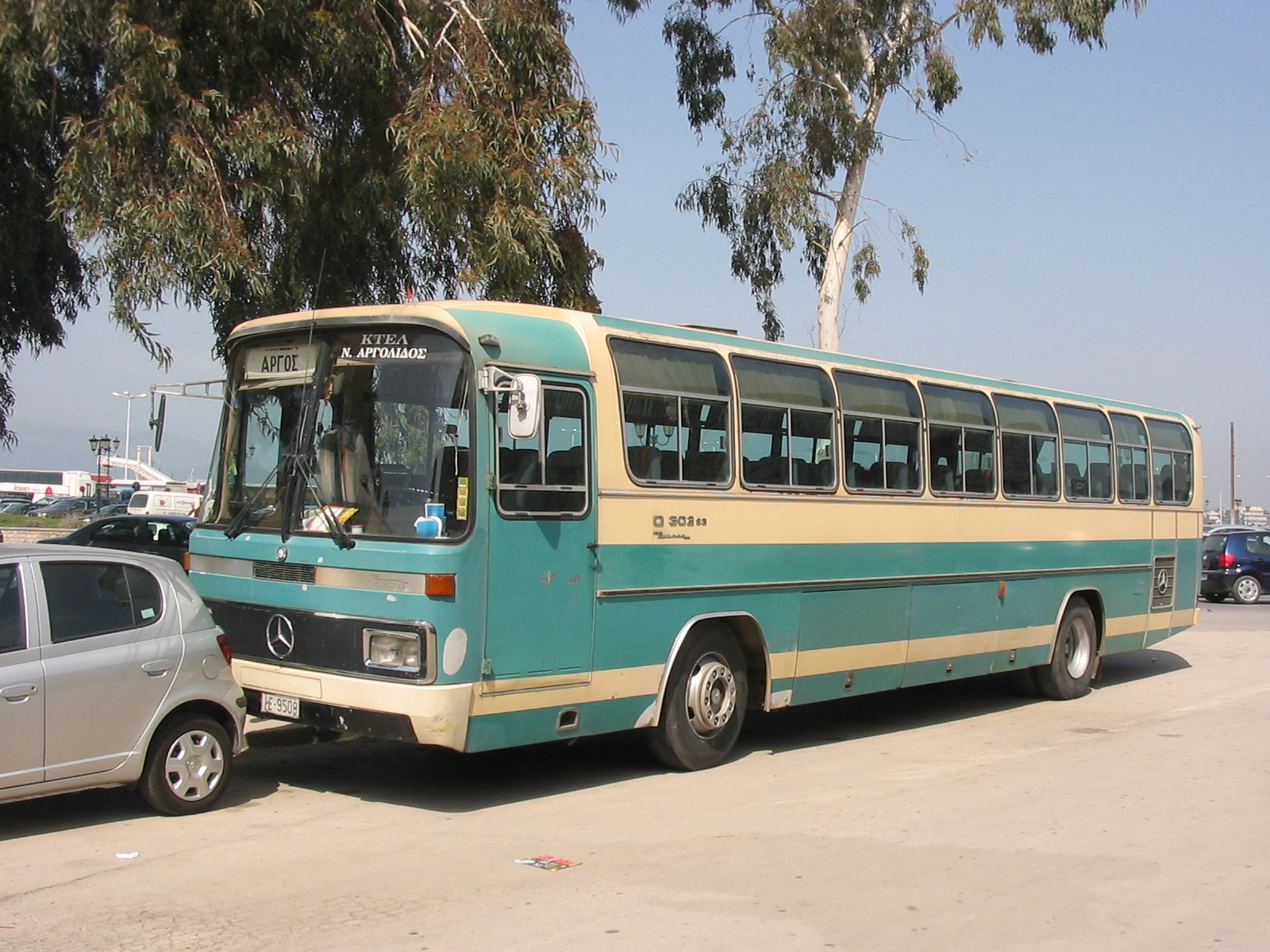
Mercedes-Benz O 302 S2 Biamax, eine Mischung aus den Modellen O 302 und O 303

In den 1930er-Jahren eröffnete Fostiropoulos eine Vertriebsniederlassung für Fahrzeuge der Daimler-Benz AG. Das war äußerst erfolgreich und so gründete man 1956 das Karosseriebauunternehmen Biamax. 1961 wurde als erste Eigenentwicklung die „R“-Serie vorgestellt, die vom Ingenieur A. Rizos entwickelt und vom Designer I. Dracoulis entworfen wurde. 1962 beteiligte sich die Firma an einer Ausschreibung für Trolleybusse in Athen, unterlag jedoch einem italienischen Konsortium, nur der Prototyp wurde abgenommen und blieb 30 Jahre in Betrieb. 1968 wurde die „F“-Serie vorgestellt, darunter der Stadtbus F580S.
In den 1980er Jahren setzte ein Niedergang des Unternehmens ein, der im Wesentlichen zwei Ursachen hatte: Die sozialistische Regierung gab bei Ausschreibungen ungarischen Ikarus-Bussen den Vorzug, welche aufgrund des Devisenhungers des kommunistischen Landes zu Dumpingpreisen angeboten wurden, gleichzeitig wurden die Zölle für Busse aufgehoben was zu einem sprunghaften Importangebot junger Gebrauchtbusse führte und den Markt ruinierte.
Die Exporte des Unternehmens (vornehmlich in den Nahen Osten) reichten für den Bestand der Firma nicht aus. 1984 wurde die Produktion eingestellt und die Anlagen in die Türkei verkauft.
Biamax versuchte sich noch als Importeur von Traktoren und LKW sowie als Importeur von Automobilen der Marke Rover, 1993 auch als Importeur der Busmarke DAF Den Oudsten-Biamax. 1999 stellte das Unternehmen alle Geschäftsaktivitäten ein, existiert aber noch als Verwalter des Immobilienvermögens. Es wies ein Kaufangebot von Lidl, das dazu dienen sollte, die Anlagen zu Distributionszentren umzubauen, ab.